# Carrascosa de Abajo
Carrascosa de Abajo es una localidad y también un municipio de la provincia de Soria, 
partido judicial de El Burgo de Osma, Comunidad Autónoma de Castilla y León, España. Pueblo de la Comunidad de Villa y Tierra de Caracena.
Perteneció a la diócesis de Sigüenza hasta 1957, que pasó a la de Osma la cual, a su vez, pertenece a la archidiócesis de Burgos.
Localidad situada en la Ruta de la Lana.

## Historia
En el censo de 1787, ordenado por el conde de Floridablanca, figuraba como lugar del Partido de Caracena en la Intendencia de Soria, conocido como Carrascosa de Abaxo, con jurisdicción de señorío y bajo la autoridad del alcalde ordinario, nombrado por el duque de Uceda que también tenía los títulos de marqués de Caracena y de Berlanga. Contaba entonces con 175 habitantes.
A la caída del Antiguo Régimen la localidad se constituye en municipio constitucional en la región de Castilla la Vieja, que en el censo de 1842 contaba con 28 hogares y 134 vecinos.
A mediados del siglo XIX crece el término del municipio porque incorpora a Pozuelo.

## Demografía
Cuenta con una población de 18 habitantes (INE 2024).
| Gráfica de evolución demográfica de Carrascosa de Abajo entre 1842 y 2021 |
| |
| Población de derecho según los censos de población del INE. Población de hecho según los censos de población del INE.En 1857 crece el término del municipio porque incorpora a Pozuelo. |

### Población por núcleos
| Núcleos             | Habitantes (2000) | Habitantes (2010) | Notas      |
| ------------------- | ----------------- | ----------------- | ---------- |
| Carrascosa de Abajo | 39                | 28                |            |
| Pozuelo             | 0                 | 0                 | Despoblado |

## Patrimonio
- Fuente de abundantes y buenas aguas, a la entrada del pueblo, rodeada de añosos árboles de formas caprichosas.
- Iglesia de San Pedro, con una pila bautismal románica.
- Ermita de San Pedro.
- En muchas casas se ven restos arquitectónicos procedentes de la vecina Tiermes.
- Puente del siglo XII.
- Atalaya musulmana del siglo X.